# Paskudy
Paskudy (prononciation [pasˈkudɨ]) est un village de la gmina d'Ulan-Majorat du powiat de Radzyń Podlaski dans la voïvodie de Lublin, situé dans l'est de la Pologne.
Il se situe à environ 10 kilomètres (km) au nord-ouest de Radzyń Podlaski (siège du powiat) et 67 kilomètres au nord de Lublin (capitale de la voïvodie).
Le village comptait approximativement une population de 417 habitants en 2009.

## Histoire
De 1975 à 1998, le village est attaché administrativement à la voïvodie de Biała Podlaska.

Depuis 1999, il fait partie de la nouvelle voïvodie de Lublin.